# Euricania oculata
Euricania oculata är en insektsart som först beskrevs av Gutrin-mtneville 1831.  Euricania oculata ingår i släktet Euricania och familjen Ricaniidae. Inga underarter finns listade i Catalogue of Life.